# 1920 în artă
← 1917 în artă — 1918 în artă — 1919 în artă ——  1920 în artă  —— 1921 în artă — 1922 în artă — 1923 în artă →
1920 în artă implică o serie de evenimente:

## Evenimente

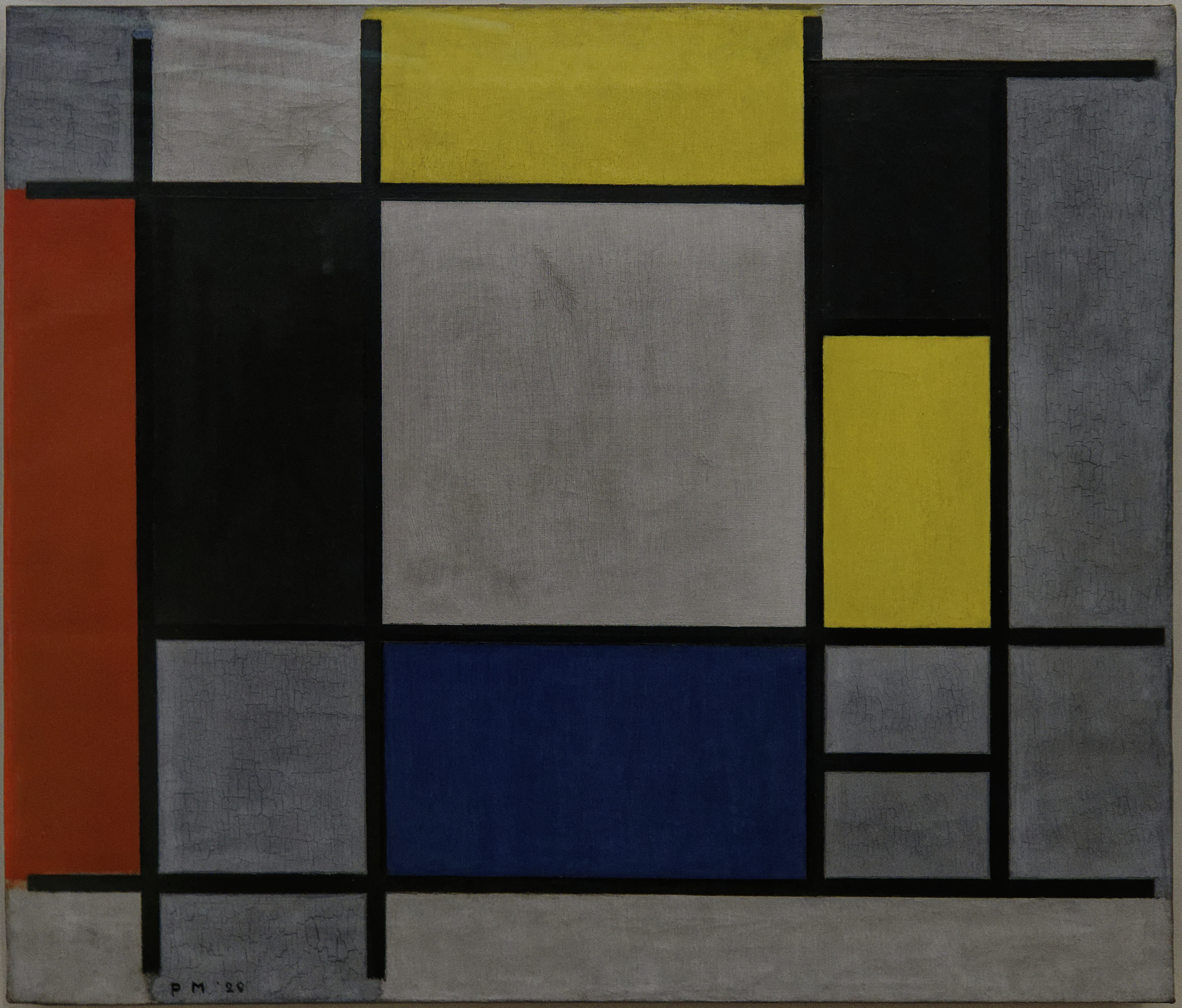
Piet Mondrian (1872 - 1944) – Compoziție în galben, roșu, albastru și gri, (A 9864) - (realizată și expusă în 1920)

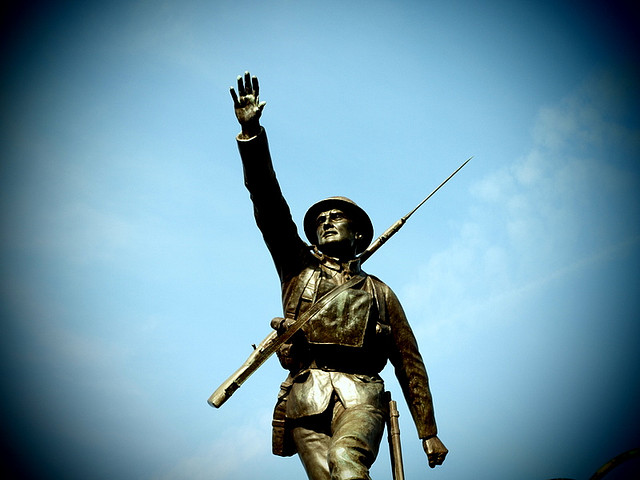
Bridgnorth War Memorial – Memorialul războiului din Bridgnorth, aflat în localitatea Bridgnorth, Anglia — sculptor Adrian Jones

### Evenimente artistice oriunde
Ianuarie - Decembrie
- 1 februarie – Galeria națională de artă, aflată astăzi în componența Muzeului de artă al Georgiei se deschide în Tbilisi
- 17 martie – Memorialul Edith Cavell, realizat de George Frampton, este inaugurat în Londra.[2]
- 27 martie – Societatea sculptorilor în lemn (Society of Wood Engravers) este fondată în Regatul Unit.
- 30 iunie - 25 august – Primul Târg Dada-ist se ține în Berlin (Tempelhof).[3] Grupul din Koln este format din Jean Arp, Max Ernst și Alfred Grünwald.
- 5 august – Se publică textul, numit Manifestul realist, al grupului artistic al Constructivismului, care este făcută de Naum Gabo și fratele său Anton Pevsner, la Moscova.[4]
- 7 noiembrie – „Acțiune de masă,” de fapt un spectacol de masă, intitulat Atacul Palatului de iarnă, regizat de Nikolai Evreinov, este „pus în scenă” în afara Palatului de Iarnă din Sankt Petersburg (fostul Petrograd).

Date necunoscute
- - Katherine Dreier, Man Ray și Marcel Duchamp formează Société Anonyme, o organizație de artă.
  - Bernard Leach și Shoji Hamada înființează Leach Pottery - Olăria Leach, în Saint Ives, Cornwall.
  - Fondarea Muzeului de artă Heckscher este realizată în Huntington, statul  New York.[5]
  - Este fondat Muzeul Letoniei de artă, în Riga.
  - Droit de suite (dreptul ca artiștii plastici să beneficieze de o fracțiune din compensații la revinderea operelor lor) este introdusă în Franța.[6][7]

## Lucrări

### Lucrări oriunde

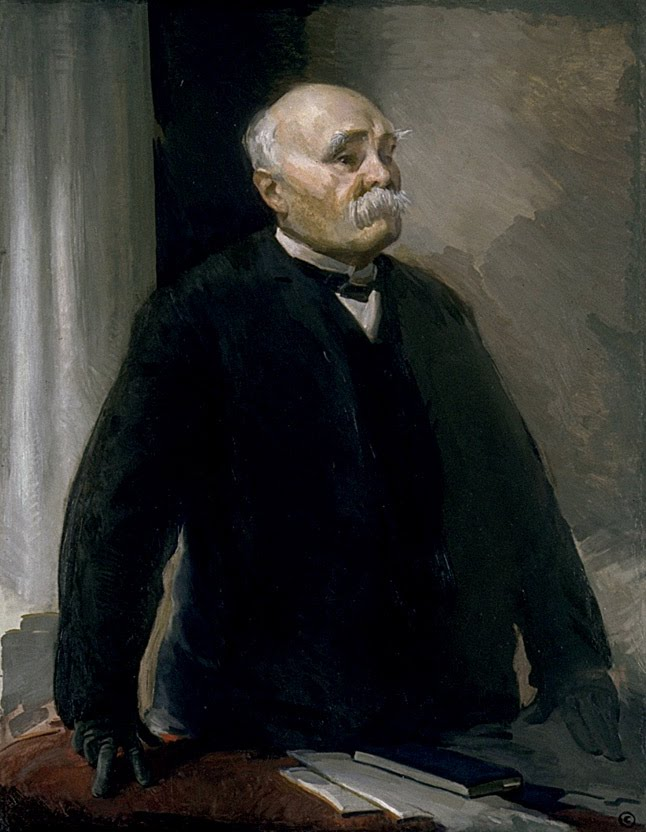
Georges Clemenceau de artista plastică Cecilia Beaux (1855 – 1942)

- Hans Baluschek – City of Workers - Oraș de muncitori
- Cecilia Beaux – portretul lui Georges Clemenceau
- Thomas Hart Benton - Oamenii din Chilmark (compoziție figurativă)
- Pierre Bonnard – Landscape in Normandy - Peisaj în Normandia
- Alexander Stirling Calder – Swann Memorial Fountain - Fântâna Memorialului Swann (Philadelphia)
- Sydney Carline – Distrugerea convoiului de transport turc din Defileul Wadi Fara, Palestina
- Lovis Corinth – Flowers and Wilhelmine - Flori și Wilhelmine
- Otto Dix
  - Jucătorii de cărți (Die Kartenspielern)
  - The Match Vendor I - Vânzătorul de chibrituri I
- Max Ernst

Der Hut macht den Mann - Pălăria îl face pe om (colaj și guașă)
- - Neintitulat - ulterior etichetat ca Avionul ucigaș – Murdering Airplane (colaj)
- James Earle Fraser – Frederick Keep Monument - Monumentul Frederick Keep (Washington, D.C.)
- Daniel Chester French
  - Abraham Lincoln (statuie în Memorialul Lincoln, Washington, D.C.)
  - Dupont Circle Fountain - (Washington, D.C.)
  - Wisconsin (statuie pe Wisconsin State Capitol)

## Publicații
- Daniel-Henry Kahnweiler – Der Weg zum Kubismus (Ascensiunea cubismului).

## Nașteri

### Ianuarie - iunie
- 12 ianuarie – Bill Reid, artist vizual canadian (d. 1998)
- 17 ianuarie – Georges Pichard, creator francez de benzi desenate (d. 2003).
- 30 ianuarie – Patrick Heron, pictor englez, designer și scriitorv(d. 1999).
- 22 februarie – Rocco Borella, pictor italian (d. 1994).
- 3 martie – Ronald Searle, realizator englez de benzi desenate (d. 2011).
- 14 martie – Hank Ketcham, creator american de benzi desenate (d. 2001).
- 19 martie – Kjell Aukrust, artist plastic și poet norvegian (d. 2002)[9]
- 27 martie – Robin Jacques, ilustrator englez (d. 1995).
- 8 aprilie – Hans Coper, olar de studio german (d. 1981).
- 24 aprilie – Paul Wonner, pictor american (d. 2008).
- 26 aprilie – Maynard Reece, pictor american (d. 2020)
- Mai (dată necunoscută) – Hans Josephsohn, sculptor german (d. 2012).
- 8 mai
  - Saul Bass, american, grafic designer și realizator de film (d. 1996).
  - Tom of Finland, artist vizual finlandez, specializat în arta fetișism-ului (d. 1991).[10]
- 10 mai – Erna Viitol, sculptor estonian (d. 2001).
- 4 iunie – Alejandro Obregón, pictor columbian, muralist, sculptor și realizatori de gravuri  (d. 1992).
- 24 iunie
  - John Coplans, pictor născut britanic și fotograf (d. 2003)
  - Jimmy Ernst, pictor american, german prin naștere (d. 1984)
- 29 iunie – Ray Harryhausen, animator de tehnică stop cadru, sculptor (d. 2013)

### Date complete necunoscute
- Adrian Heath, pictor englez născut în Birmania (d. 1992)
- Raymond Moore, fotograf de peisaje englez (d. 1987)
- Daniel O'Neill, pictor irlandez (d. 1974)

## Decese

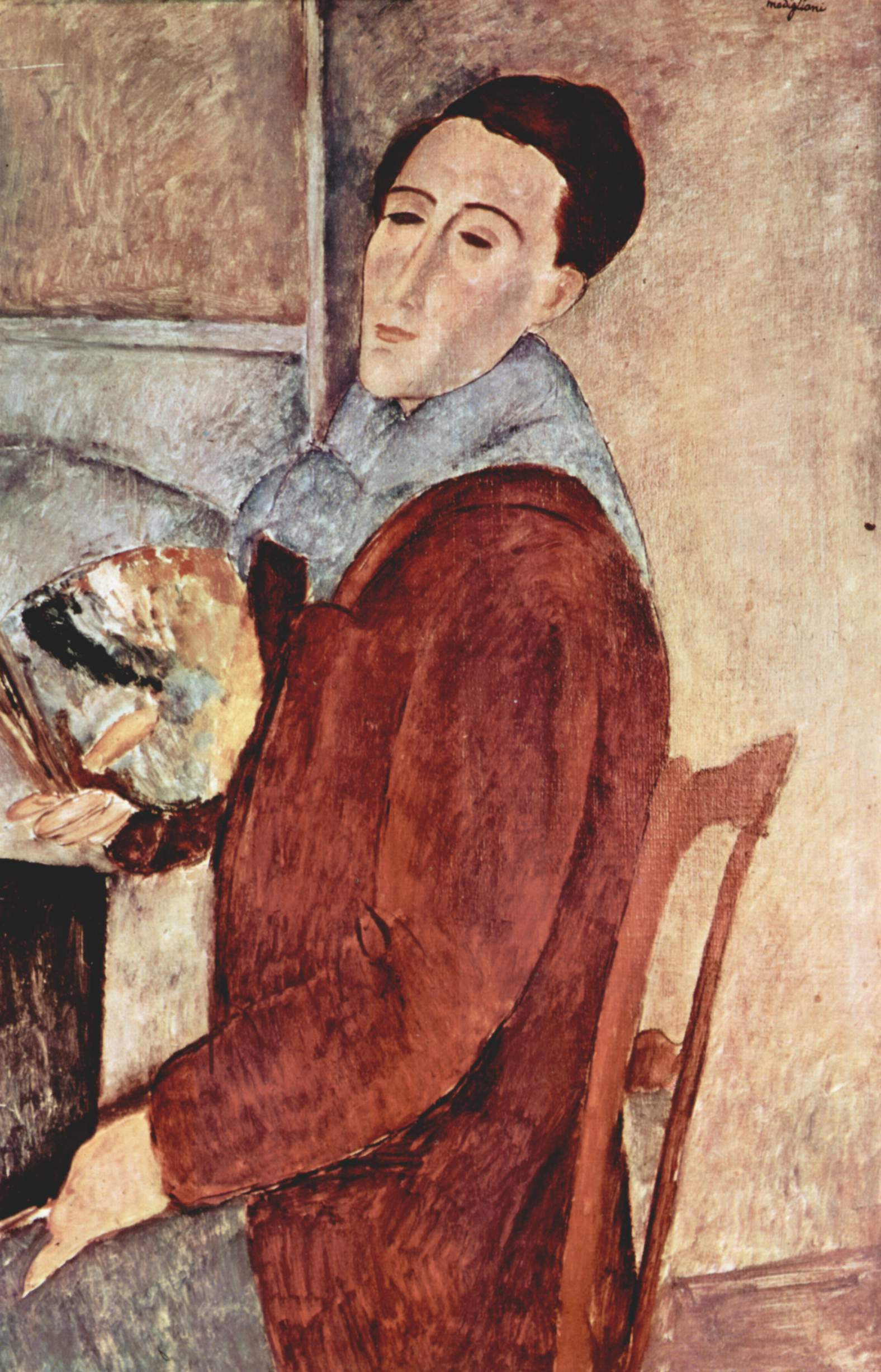
Autoportret al lui Amedeo Modigliani (1884 - 1920), realizat la scurt timp înaintea decesului său – 1919

- 24 ianuarie – Amedeo Modigliani, pictor și sculptor, născut italian, care a trăit, mai ales, la Paris (n. 1884)[11]
- 24 ianuarie – Jeanne Hébuterne, artistă vizuală franceză, modelul și amanta lui Modigliani (deces prin suicid) (n. 1898)[11]
- 3 martie – Theodor Philipsen, pictor danez (n. 1840)
- 13 martie – Mary Devens, fotografă pictorială americană (n. 1857)
- 15 martie – Edith Holden, profesoară de artă și artist vizual englez, specializată în reproducerea naturii (n. 1871)
- 26 martie – Samuel Colman, pictor și designer american (n. 1832)
- 20 aprilie – Briton Rivière, pictor britanic (n. 1840)
- 27 aprilie – Jacob Ungerer, sculptor german (n. 1840)
- 7 mai – Hugh Thomson, ilustrator britanic (n. 1860)
- 12 mai – Georges Petit, comerciant de artă francez (n. 1856)
- 5 iulie – Max Klinger, pictor și sculptor german (n. 1857)[12]
- 14 iulie – Albert von Keller, pictor german (n. 1844)[13]
- 17 iulie – Sir Edmund Elton, 8th Baronet, olar de studio britanic (n. 1846)
- 4 august – C. G. Finch-Davies, pictor britanic, specializat în pictarea și ilustrarea păsărilor (n. 1875)
- 6 august – Edward Francis Searles, designer de interior american (n. 1841)
- 12 august – Walter W. Winans, american, pictor, sculptor, om de afaceri și crescător de cai (n. 1852)
- 22 august – Anders Zorn, portretist suedez (n. 1860)[14]
- 24 septembrie – Peter Carl Fabergé, giuvaergiu, născut în Imperiul Țarist (n. 1846)
- 13 noiembrie – Luc-Olivier Merson, pictor francez (n. 1846)

### Date complete necunoscute
- Edith Corbet, pictoriță peisagistă britanică, născută în  Australia (n. 1846)

## Galerie (lucrări din 1920)
- Lucrări reprezentative